# 원수 (전한 애제)
원수(元壽)는 중국 전한(前漢) 애제(哀帝)의 두 번째 연호이다. 기원전 2년에서 기원전 1년까지 2년 동안 사용하였다. 기원전 1년에 애제의 뒤를 이어 9월에 즉위한 평제(平帝)는 연호를 계속 이어서 사용하였고 1년에 개원하였다.

## 연대대조표
| 원수                | 원년       | 2년        |
| 서력                | 기원전 2년 | 기원전 1년 |
| 육십간지 (六十干支) | 기미(己未) | 경신(庚申) |

## 같이 보기
- 중국의 연호

| 이전 연호 건평(建平) | 중국의 연호 전한(前漢) | 다음 연호 원시(元始) |